# Andrzej Trela
Andrzej Trela (ur. 8 lipca 1960 w Szczecinie) – polski policjant, nadinspektor, w latach 2009–2012 zastępca komendanta głównego Policji, doktor nauk ekonomicznych. Samorządowiec w latach 1990-2002. W latach 1994-1998 i 1998-2001, Przewodniczący Rady Miejskiej w Policach woj. zachodniopomorskie.
Absolwent Uniwersytetu Szczecińskiego, Wyższej Szkoły Policji w Szczytnie i Politechniki Łódzkiej. W Milicji Obywatelskiej od 1982 roku, następnie w Policji. Zaczął służbę jako inspektor operacyjno-dochodzeniowy. W roku 2005 rozpoczął służbę w Komendzie Głównej Policja na stanowisku Dyrektora Biura Taktyki Zwalczania Przestępczości. W 2007 roku na własną prośbę odszedł z Policji i został dyrektorem w Orlen Ochrona Sp. z.o.o., do pracy w Policji wrócił w sierpniu 2008 roku.

## Kariera zawodowa
Na stanowiskach kierowniczych pracował jako:
- kierownik referatu dzielnicowych RUSW w Policach,
- naczelnik wydziału prewencji KPP w Policach,
- zastępca komendanta powiatowego Policji w Policach,
- 2001–2002 – II zastępca komendanta wojewódzkiego Policji w Szczecinie,
- 2005–2006 – dyrektor biura taktyki zwalczania przestępczości KGP,
- 2006–2007 – dyrektor biura kryminalnego KGP,
- 2008–2009 – dyrektor Departamentu Bezpieczeństwa Publicznego MSWiA,
- 2009–2012 – zastępca komendanta głównego Policji,
- 2012-obecnie - wspólnik Kancelarii Bezpieczeństwa Rapacki i Wspólnicy sp.k.